# Ceratinia
Ceratinia är ett släkte av fjärilar. Ceratinia ingår i familjen praktfjärilar.

## Bildgalleri

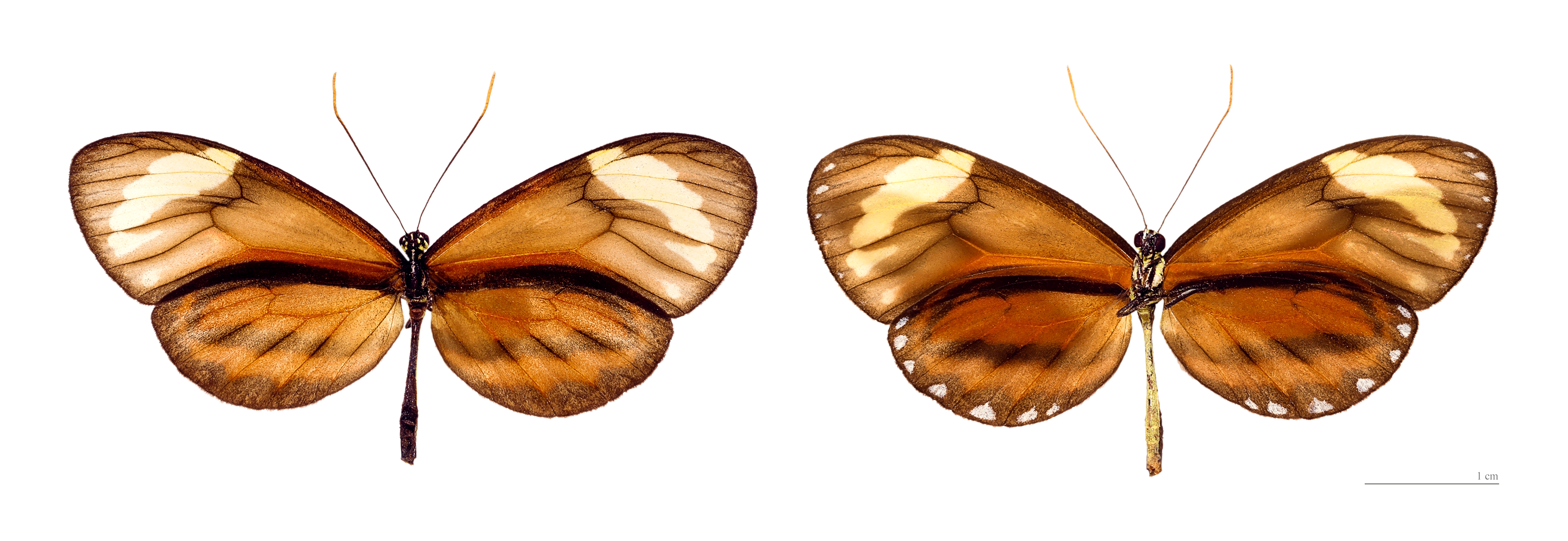

## Dottertaxa tillCeratinia, i alfabetisk ordning[1]
- Ceratinia azara
- Ceratinia azarina
- Ceratinia bisulca
- Ceratinia callichroma
- Ceratinia callipero
- Ceratinia cayana
- Ceratinia chanchamaya
- Ceratinia conveniens
- Ceratinia dorilla
- Ceratinia espriella
- Ceratinia fuscens
- Ceratinia gabriella
- Ceratinia giaranaensis
- Ceratinia hamlini
- Ceratinia hopfferi
- Ceratinia iolaia
- Ceratinia lugens
- Ceratinia melanoptera
- Ceratinia neso
- Ceratinia nigronascens
- Ceratinia nise
- Ceratinia niselina
- Ceratinia onoma
- Ceratinia peruensis
- Ceratinia poecila
- Ceratinia poecilana
- Ceratinia poeciloides
- Ceratinia porrecta
- Ceratinia radiosa
- Ceratinia rehni
- Ceratinia robusta
- Ceratinia selene
- Ceratinia selenides
- Ceratinia singularis
- Ceratinia tarapotis
- Ceratinia theatina
- Ceratinia tosca
- Ceratinia transversa
- Ceratinia tucumana
- Ceratinia tutia
- Ceratinia zikani